# Metalimnophila apicispina
Metalimnophila apicispina là một loài ruồi trong họ Limoniidae. Chúng phân bố ở miền Australasia.